# Dean Windass
Dean Windass (* 1. April 1969 in Kingston upon Hull (Gipsyville), England) ist ein ehemals professioneller englischer Fußballspieler. Aktuell spielt er für AFC Walkington, einem Verein auf dem 14. Level des englischen Ligasystems.

## Karriere
Die Karriere von Dean Windass begann in der Jugendabteilung von Hull City, dessen Fan Windass auch bereits vor seiner Profikarriere war. Als 16-Jähriger wurde er dort zum Probetraining eingeladen. 1990/91 war er für North Ferriby United auf Torejagd, nachdem er bereits 1987 aus Hulls Nachwuchs entlassen wurde, weil ihn Cheftrainer Brian Horton als nicht gut genug befand. In North Ferriby hatte er großen Anteil am Gewinn des President’s Cup und des East Riding Senior Cup. Im Oktober 1991 holte Trainer Terry Dolan den Stürmer zum damaligen Drittligisten Hull City zurück, wo er dann im Alter von 22 Profifußballer wurde. In den Folgejahren entwickelte sich der Offensivspieler zu einem Leistungsträger und Publikumsliebling. In der Liga jedoch lief es für den Klub nicht so gut. Nachdem Windass in den ersten beiden Jahren bei Hull um den Klassenerhalt spielte, verpasste man 1993/94 um vier Punkte, auf Rang neun, einen Platz für die Relegationsspiele um den Aufstieg. Zur kommenden Spielzeit belegte das Team gar Rang acht. Nach finanziellen Problemen musste Hull Windass im Dezember 1995 verkaufen, was den Klub vor einem Bankrott rettete. Windass unterzeichnete schließlich beim schottischen Klub FC Aberdeen. In Aberdeen entwickelte sich der Stürmer zum Enfant terrible.
Immer wieder machte Windass auch neben dem Platz Schlagzeilen. Zudem erhielt er am 9. November 1997, im Ligaspiel gegen den FC Dundee, drei rote Karten. Eine für brutales Foulspiel, eine weitere für Schiedsrichterbeleidigung und eine dritte dafür, dass er nach seinen Platzverweisen eine Eckfahne zerstörte. Im Sommer 1998 verließ er Schottland und schloss sich Oxford United an. Dafür bezahlte United Aberdeen 470.000 £, was noch heute (Stand: Januar 2011) Klubrekord bedeutet. Für Oxford stürmte Windass in der Football League First Division, also der zweithöchsten englischen Liga. Als Tabellenvorletzter stieg der Klub jedoch am Saisonende ab. Bereits im März 1999 verließ Windass den Absteiger und transferierte zu Bradford City und schaffte mit diesen als zweiter hinter dem AFC Sunderland den Aufstieg in die Premier League. Dort gelang ihm am 22. März 2000 gegen Derby County ein Hattrick im englischen Oberhaus. Mit zehn Treffern war Windass 1999/00 bester Angreifer seines Klubs. Schlussendlich sicherte man sich knapp den Klassenerhalt. Zur neuen Saison wurden die Stürmer Benito Carbone und Ashley Ward verpflichtet. Dadurch rückte der Offensivspieler öfters ins Mittelfeld. Wieder musste Bradford um den Klassenerhalt bangen. Doch noch vor Saisonschluss verließ Windass den Klub und wurde an den Ligakonkurrenten FC Middlesbrough verkauft. Erstmals schaffte er es nicht, sich bei einem Klub durchzusetzen. Kleiner Verletzungen warfen ihn mehrfach zurück. Der Middlesbrough-Vorstand entschloss sich deshalb den Spieler erst an Sheffield Wednesday und später an Sheffield United zu verleihen. Im Januar 2003 wechselte Windass endgültig zu Sheffield United (damals: Football League First Division), nachdem sein früherer Teamkollege und schottischer Nationalspieler Stuart McCall ihn fragte. Windass erreichte mit seinem Klub Rang drei in der zweiten Liga und damit die Relegationsspiele um den Aufstieg. Für diese strich ihn jedoch Trainer Neil Warnock. Der Klub unterlag in der entscheidenden Begegnung den Wolverhampton Wanderers. Nach diesem Zwischenfall trennten sich die Wege von Windass und Sheffield schnell wieder und der Angreifer ging zu seinem früheren Verein Bradford City. Wie schon in seiner früheren Zeit, war Windass schnell Stammspieler und konnte an vergangene Leistungen anknüpfen. Bald stieg er auf zum drittbesten Torschützen der Vereinsgeschichte. Wegen nicht ausreichender Qualität des Kaders und finanziellen Problemen stieg der Klub 2004 in die Football League Second Division ab. Dort erzielte Windass 2004/05 insgesamt 28-Ligatore und war damit bester Angreifer der Liga. Trotzdem reichte es nur zu einem Mittelfeldplatz für City. 20 Treffer gelangen ihm im Folgejahr, aber wieder wurde der Aufstiegsrang deutlich verpasst. Trotz Spekulationen um einen Vereinswechsel, unterzeichnete Windass im Oktober 2006 einen neuen Vertrag beim unterklassigen Klub. Trotzdem kam es im Januar 2007 zu einem Leihgeschäft mit Hull City, mit denen er fortan um einen Verbleib in der zweiten Liga spielte. Für Bradford erzielte er bis dahin 87 Tore in 76 Ligaspielen was ihn im Vereinsranking auf Platz drei hinter Robert McFaul Campbell (121 Tore) und Frank O’Rourke (88 Tore) brachte.

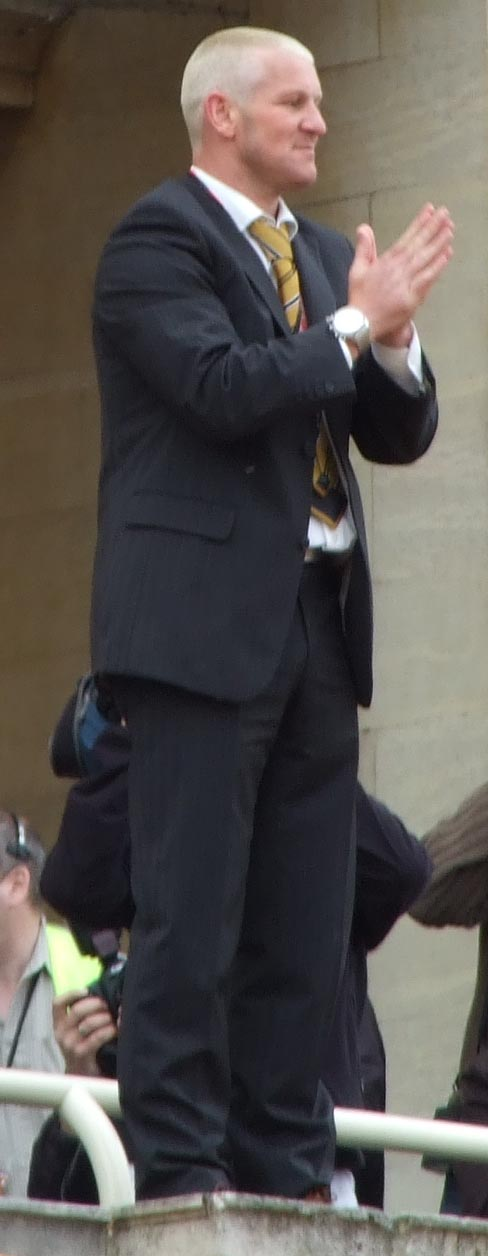

In Hull wurde Windass erneut Publikumsliebling und verhalf dem Club in der Rückserie 2006/07 durch acht Treffer zum Verbleib in der First Division. Obwohl er in dieser Spielzeit für zwei Klubs aktiv war, war er am Saisonschluss bester Angreifer beider Teams. Sein eigentlicher Arbeitgeber Bradford verpasste jedoch den Klassenerhalt und Windass entschied sich für einen Verbleib bei Hull City. Am 22. März 2008 lief Windass zu seinem 700. Pflichtspiel auf, bald darauf, am 11. Mai, gelang ihm sein 200. Pflichtspieltreffer im englischen Fußball. Mit seinem 201. Treffer im Aufstiegsspiel gegen Bristol City schoss der inzwischen 39-Jährige seinen Klub erstmals in der 104-jährigen Vereinsgeschichte in die Premier League. Nach der Begegnung wurde Windass zum Spieler des Spiels gewählt. Bemerkenswert an seinem Treffer war zudem die vorherige Ankündigung seines Tores:
„Als mich Trainer Phil Brown im Januar gegen Sheffield United draußen ließ“, so Windass im Guardian, „sagte ich ihm, dass ich das Tor erzielen werde, das Hull in die Premier League bringt.“
In der ersten Erstliga-Saison des Vereins fand der Stürmer jedoch kam Platz in der Startelf und war oft nur Zuschauer. Als 39-Jähriger war er zudem der älteste Premier-League-Profi der Saison. Nach Nicht-Berücksichtigung und einigen außersportlichen Schlagzeilen, verließ Windass im Januar 2009 leihweise den Verein und ging zu Oldham Athletic in die dritte Liga. Kurz nach seinem Wechsel, am 7. Februar, im Ligaspiel gegen Leicester City rückte die Aufmerksamkeit auf Windass, nachdem Klubtorhüter Greg Fleming in der 50. Minute vom Platz gestellt wurde und der Angreifer sich ins Tor stellte. Die Partie endete torlos. Für seine gute Leistung wurde er zum Torhüter der Woche geehrt. Eine Woche später, gegen Northampton Town, gelang dem Offensivakteur sein 200. Ligatreffer. Nach Problemen mit Trainer John Sheridan verließ Windass bald wieder Oldham und kehrte zu Hull City zurück, durfte wegen Leihbestimmungen aber nicht eingesetzt werden. Zum Saisonende gab Hull-Trainer Phil Brown bekannt, dass er nicht mehr mit Windass plane. Im Sommer 2009 unterzeichnete der Angreifer einen Vertrag beim FC Darlington, wo er zudem als Assistent von Colin Todd wurde, unter dem er bereits in seiner zweiten Periode bei Bradford spielte. Zuvor gab sein ehemaliger Arbeitgeber Hull City ihm zu Ehren ein Abschiedsspiel gegen den FC Aberdeen. Nach nur neun Spielen, alle ohne Sieg, wurde das Trainerduo Todd/Windass entlassen und der Angreifer gab sein Karriereende bekannt. Im August 2010 gab er seinen Rücktritt vom Rücktritt und schloss sich dem Amateurverein Barton Town an, wo er unter seinem früheren Teamkollegen Dave Anderson einen „Spiel-zu-Spiel“-Vertrag erhielt. Zwei Monate später lief er für die Scarborough Athletic auf, wo er unter seinem Schwager, Assistent bei Scarborough, spielte.

## Trivia
- Vor seiner Karriere als Fußball-Profi arbeitete Windass u. a. als Maurer oder in anderen Gelegenheitsjobs.[4]
- Im Jahr 2003, als Windass für Sheffield United aktiv war, sorgte er für einen Eklat, als er sich das Premier-League-Aufstiegsspiel seines Vereins in einem Pub in Cardiff ansah. Zuvor wurde der Angreifer von Trainer Neil Warnock für die Partie aus dem Aufgebot gestrichen.[4]
- Im Oktober 2007 veröffentlichte Windass seine Biografie „Deano – From Gipsyville to the Premiership“ mit einem Vorwort der englischen Fußballlegende Bryan Robson.[4]
- Sein Sohn Josh Windass wurde wie sein Vater ebenfalls Profifußballer und ist aktuell bei Sheffield Wednesday unter Vertrag.

## Erfolge

### Verein
- President’s Cup mit North Ferriby United: 1991
- East Riding Senior Cup mit North Ferriby United: 1991
- Aufstieg in die Premier League mit Bradford City: 1993
- Aufstieg in die Premier League mit Hull city: 2008

## Auszeichnungen
- Spieler des Spiels im Aufstiegsspiel gegen Bristol City am 24. Mai 2008
- Torhüter der Woche nach einem Spiel gegen Leicester City am 7. Februar 2009